# Хинн, Бенни
Тауфи́к Бенеди́ктус «Бе́нни» Хинн (англ. Toufik  Benedictus  "Benny" Hinn  -  араб. توفيق بندكتوس "بني" الحن‎; р. 3 декабря 1952 года) — харизматический проповедник, автор и телеевангелист. Основатель и пастор Орландского Христианского Центра. Ведущий телевизионной программы «Это твой день с Бенни Хинном».

## Биография
Бенни Хинн родился в Яффе в 1952 году в недавно созданном государстве Израиль, в семье палестинских (арабских) христиан. Был крещён в традиционно православной церкви.
Вскоре после арабо-израильской войны (так называемый «Шестидневной войны)» в 1967 году, семья Хинна эмигрировала в Торонто, Онтарио, Канада, где он посещал среднюю школу Жоржа Ванье (Georges Vanier Secondary School), которую так и не закончил. В своих книгах Хинн заявляет, что его отец "был мэром Яффы" в момент его рождения, и что в детстве он был "социально изолированным" и страдал от тяжёлой формы заикания, но, тем не менее, он окончил первый класс. Будучи подростком в Торонто, Хинн перешёл из греческого православия в пятидесятничество, выступал в церковном молодёжном хоре. По данным за 2004 год CBC отчёте о Хинне говорится, что его новообретённая религиозность в этот период стала настолько сильной, что его семья стала обеспокоена тем, что он превратится в религиозного фанатика. Хинн преподавал Библию и был наставником в храме (в собрании пятидесятников) в Торонто.

## Семья

### Свадьба
4 августа 1979 года Бенни Хинн женился на Сьюзен Хазерн. У супругов Хинн есть сын Джошуа Хинн (1992 г. р.) и три дочери: Джесика Хинн (1983 г. р.), Наташа Хинн (1985 г. р.) и Элеаша Хинн (1993 г. р.).

### Развод
После тридцати лет совместной жизни, в феврале 2010 года Сьюзен Хинн подала на развод. В журнале «The National Enquirer» была опубликована статья, в которой утверждалось, что у Хинна любовный роман с евангелисткой Полой Уайт, в подтверждение издание опубликовало фотографии, на которых они идут взявшись за руки. Сам Бенни Хинн назвал эту информацию ложью и заявил, что они с женой хранили верность друг другу. 
Он утверждал, что его супруга имеет зависимость от лекарственных препаратов, которые влияли на её поведение, и это является одной из причин развода. 
Он также сообщил, что из-за служения уделял мало времени семье.

### Повторный брак
Спустя два года после развода 3 марта 2013 года Бенни и Сьюзен Хинн вновь поженились. 
Евангелист Рейнхард Боннке назвал повторный брак семьи Хиннов чудом.

## Служение
Бенни Хинн является христианским пастором, телевангелистом с 1983 года и учителем Библии. 
Он основал Христианский центр Орландо в 1983 году. 
Он автор 63-х  христианских книг. Его тридцатиминутная телепрограмма «Это Твой День с Бенни Хинном» транслируется в 200 странах мира уже более двух десятков лет.
Хинн проводит «Крусейды ("Крестовые походы") чудес» ("Miracle Crusades") — мероприятия, проводимые на спортивных стадионах в крупных городах по всему миру. Десятки миллионов посещают его «Крестовые походы чудес» каждый год. Бенни Хинн утверждает, что разговаривал с более чем одним миллиардом человек во время своих «Крусейдов чудес». Чемпион мира по боксу Эвандер Холифилд, у которого диагностировали проблемы с сердцем, заявил, что после общения с Бенни Хинном его жизнь изменилась и Бог исцелил его.
Хинн считает, что смерть выдающегося американского евангелиста Билли Грэма (1918 - 2018) станет началом возрождения Америки. Учение Хинна является евангелическим.
В апреле 2013 года Бенни Хинн призвал своих последователей собрать 2,5 млн долларов для того, чтобы помочь ему  рассчитаться с долгами.

## Миссия Бенни Хинна
Организация "Служение Бенни Хинна" ("Benny Hinn Ministries") поддерживает и обеспечивает 60 миссионерских организаций и несколько детских домов по всему миру, и обеспечивает жильём и пропитанием более 100 тыс. детей в год и обеспечивает 45 тыс. детей ежедневно  своими донорами. Служение Бенни Хинна пожертвовало $ 100 000 на гуманитарную помощь для жертв урагана "Катрина"  в 2007 году, и $ 250 000 для жертв, пострадавших от цунами в 2005 году.

## Критика
- В апреле 2001 телеканал HBO выпустил фильм под названием "Вопрос о чудесах", в котором идёт речь о Бенни Хинне и ещё одном последователе движения веры, немецком служителе Рейнхарде Боннке[20]. Оба служителя, Хинн и Боннке дали съёмочной группе полный доступ к своим мероприятиям для документальной съёмки и телевизионщики исследовали вопрос исцеления в семи случаях на "Крусейдах" Хинна. Директор картины, Энтони Томас, заявил CNN, что они не обнаружили ни одного случая, чтобы человек был на самом деле исцелён через Хинна[21]. В интервью газете New York Times Томас заявил: «Если бы я видел чудеса, я бы с радостью об этом сообщил…но я думаю, что они наносят больше вреда христианству чем даже самый убежденный атеист»[22].
- Некоторые СМИ называют Бенни Хинна лжепророком, потому что часть событий, которые он предсказывал, не сбылись[23]. В 1989 году Бенни Хинн пророчествовал о том, что кубинский диктатор Фидель Кастро умрет в 1990-х, также он заявлял, что гомосексуализм в США будет уничтожен в 1994 — 1995 годах при помощи огня. Также он говорил, что конец света наступит в 1992, а затем в 1999 годах[24][25].
- Бенни Хинна подвергают критике за то, что он призывает людей давать деньги на своё служение, обещая взамен божественное вознаграждение[26].

## Публикации
- Benny Hinn. Kathryn Kuhlman: Her Spiritual Legacy and Its Impact on My Life (англ.). — W Pub Group. — ISBN 0-7852-7888-5.
- Benny Hinn. Good Morning, Holy Spirit (неопр.). — Nelson Books, 1997. — ISBN 0-7852-7176-7.
- Benny Hinn. He Touched Me an Autobiography (неопр.). — Nelson Books, 1999. — ISBN 0-7852-7887-7.
- Benny Hinn. The Anointing (неопр.). — Nelson Books, 1997. — ISBN 0-7852-7168-6.
- Benny Hinn. Welcome, Holy Spirit How You Can Experience The Dynamic Work Of The Holy Spirit In Your Life (англ.). — Nelson Books, 1997. — ISBN 0-7852-7169-4.
- Benny Hinn. This Is Your Day for a Miracle (неопр.). — Orlando, FL: Creation House[англ.], 1996. — ISBN 0-88419-391-8.
- Benny Hinn. The Biblical Road to Blessing (неопр.). — Nashville, Tenn: Thomas Nelson Inc[англ.], 1997. — ISBN 0-7852-7517-7.
- Benny Hinn. Miracle Of Healing (неопр.). — Nashville, Tenn: J. Countryman, 1998. — ISBN 0-8499-5399-5.
- Benny Hinn. The Blood (неопр.). — Lake Mary, FL: Charisma House[англ.], 2001. — ISBN 0-88419-763-8.
- Benny Hinn. Going Deeper with the Holy Spirit (неопр.). — Benny Hinn Ministries, 2002. — ISBN 1-59024-039-1.
- Benny Hinn. Lord, I Need a Miracle (неопр.). — Nashville, Tenn: Thomas Nelson Inc[англ.]. — ISBN 0-8407-6251-8.
- Benny Hinn. Total Recovery, Supernatural Restoration and Release (англ.). — Dallas, Texas: Clarion Call Marketing, Inc. — ISBN 1-59574-038-4.